# Pracownik miesiąca (film 2004)
Pracownik miesiąca (tytuł oryginalny Employee of the Month) – amerykańska czarna komedia z 2004 roku w reżyserii Mitcha Rouse'a. W rolach głównych występują: Matt Dillon i Christina Applegate.

## Fabuła
Pracownikowi banku Davidowi Walshowi fatalnie zaczął się dzień. Można powiedzieć, że jest to jego najgorszy dzień w życiu. Zostaje wywalony ze swojej wymarzonej i dobrze opłacanej pracy, jego narzeczona rzuca go, w dzień po tym jak jego przyjaciel rujnuje jego przyjęcie zaręczynowe. Zdesperowany David Walsh w ostatni dzień swojej pracy idzie do właściciela banku, żeby mu "wygarnąć" co naprawdę o nim myśli. O mały włos nie dochodzi do tego, że strzeli mu w łeb. Ostatecznie kończy się na obsikaniu portretu przodka i solidnym poturbowaniu. David wychodzi z gabinetu właściciela na główną salę banku i z przerażeniem stwierdza, że właśnie jest napad na bank. Dalszy rozwój wypadków jest błyskawiczny i zupełnie nieprzewidziany.

## Obsada
- Matt Dillon jako David Walsh
- Steve Zahn jako Jack
- Christina Applegate jako Sara Goodwin
- Andrea Bendewald jako Wendy
- Dave Foley jako Eric
- Jenna Fischer jako Whisper
- Fiona Gubelmann jako Amber
- John Timothy Botka jako Yuppie